# Igor Subrilin
Igor Alexejewitsch Subrilin (kasachisch Игорь Алексеевич Зубрилин, * 20. März 1976 in Zelinograd) ist ein ehemaliger kasachischer Skilangläufer.

## Werdegang
Subrilin startete international erstmals bei den Winter-Asienspielen 1999 in Gangwon. Dort wurde er Siebter über 15 km klassisch und holte mit der Staffel die Goldmedaille. Seine besten Platzierungen bei den nordischen Skiweltmeisterschaften 1999 in Ramsau am Dachstein waren der 50. Platz über 50 km klassisch und der 12. Rang mit der Staffel. Bei den nordischen Skiweltmeisterschaften 2001 in Lahti lief er auf den 58. Platz über 15 km klassisch, auf den 51. Rang im Sprint und auf den 41. Platz über 30 km klassisch. Zudem errang er dort zusammen mit Pawel Rjabinin, Andrei Newsorow und Andrei Golowko den 11. Platz in der Staffel. Im folgenden Jahr kam er in Salt Lake City bei seiner einzigen Olympiateilnahme auf den 44. Platz über 15 km klassisch und auf den 35. Rang über 50 km klassisch. Bei der Winter-Universiade 2003 in Tarvisio gewann er Bronze mit der Staffel. Zudem belegte er dort den 31. Platz im Sprint und den 15. Rang über 15 km klassisch. Im Februar 2003 wurde er bei den Winter-Asienspielen in der Präfektur Aomori Achter über 30 km Freistil.

## Teilnahmen an Weltmeisterschaften und Olympischen Winterspielen

### Olympische Winterspiele
- 2002 Salt Lake City: 35. Platz 50 km klassisch, 44. Platz 15 km klassisch

### Nordische Skiweltmeisterschaften
- 1999 Ramsau am Dachstein: 12. Platz Staffel, 50. Platz 50 km klassisch, 58. Platz 15 km Verfolgung, 71. Platz 10 km klassisch
- 2001 Lahti: 11. Platz Staffel, 41. Platz 30 km klassisch, 51. Platz Sprint Freistil, 58. Platz 15 km klassisch